# H.P. Burman
Hans Peter Burman, född den 13 augusti 1951, är en trubadur, låtskrivare, rockartist, bluegrassmusiker, multiinstrumentalist, med mera.

## Biografi
H.P. Burman föddes i Kristianstad, men växte upp på flera orter, huvudsakligen i Roslags-Bro där han i tonåren spelade i olika popgrupper.  1971 kom han efter studenten vid Rodenskolan i Norrtälje till Uppsala universitet för främst språkvetenskapliga studier och skrevs in i Norrlands nation, där det fanns många musiker och musikgrupper.
I Uppsala spelade han från 1972 i folkmusikgruppen Hemkört, och från 1976 i jamtrockbandet Hardda Ku Hardda Geit, som sedan blev närmast husband på Storsjöyran under ett antal år på 1980-talet och början av 1990-talet. Han sjöng också bas i Norrlandskören under ett antal år.
Hans medlemskap 1974 i föreningen Jamtamot vid nationen gjorde att Jämtland blev en ny hembygd för honom. Han lärde sig via umgänge med jämtar och kurser av Bo Oscarsson  jamska som en infödd och han började tonsätta jämtmålsförfattaren Erik "Äcke" Olssons dikter vilket resulterade i hans första skiva 1980, döpt efter en av dikterna: "Gott humör". Där finns också den sång som han blivit mest berömd för: E Jamtlandstaus, hyllningen till den jämtska kvinnan.
År 1979 bildade H.P. tillsammans med bl. a. Karin Anderson, Lars Jezdic, Eva Rasmusson, Kaj Kallioinen, Massoud Pourkeramati, Lana Staaf och Maria Waern balalajkaorkestern Fyris Flyter, som spelade rysk traditionell folkmusik. Gruppen framträdde företrädesvis lokalt under början av 1980-talet, bland annat på Flustret. Medlemmarna deltog i olika musikevenemang samt undervisade i balalajkaspel. H.P. spelade i Fyris Flyter ett flertal instrument, såsom  balalajka, domra, kontrabas och gitarr. 
H.P. Burman uppträder numera mest som trubadur, samt tillsammans med bluegrassbandet Joyboyz, där bland andra Anders "Lillen" Eklund ingick. Han undervisar också i en del musikinstrument, bland annat på Medborgarskolan.
H.P. Burman är sedan många år bosatt i Uppsala.

## Album
- Gott humör , LP 1980, MC 1984 [2]
- En gycklares avsked , CD 1994 [3]

## Film
- Önskas (1991) [4]
- Terror i Rock'n'Roll Önsjön (2001) [5]